# Braunsapis facialis
Braunsapis facialis är en biart som först beskrevs av Carl Eduard Adolph Gerstäcker 1857.  Braunsapis facialis ingår i släktet Braunsapis och familjen långtungebin. Inga underarter finns listade.